# 营口市
营口市是中华人民共和国辽宁省下辖的地级市，位于辽宁省中南部。市境南界大连市，东北邻鞍山市，西北接盘锦市，西临辽东湾。地处渤海之滨，辽东湾畔，辽河平原南端。地势东南高，西北低。西北缘为辽河入海口，中部有大清河，南部有碧流河、熊岳河。全市总面积5,400平方公里，市政府驻西市区新联大街东1号。
营口是辽宁第一个对外开埠的口岸，是中国民族金融业的起兴之地，现为渤海地区最近的出海通道，是环渤海地区最具发展竞争力的现代化港口城市之一，全国重点沿海开放城市、全国综合交通体系的重要枢纽和沿海主要港口之一，为二类大城市。

## 沿革
自古就有人类活动的迹象，在营口出土的金牛山文化就表明早在28万年前就有人类在此栖息。根据中国最早的史书《禹贡》记载，最早为冀、青二州之城。
战国时期属燕国，秦统一中国后属辽东郡管辖区域。明代在牛庄设立海州卫。清代废海州卫，归属盖平县，初称为“没沟营”，简称“营子”。1861年开辟为对外通商口岸，海关所在地设在牛庄，故营口也被称为“牛庄港”。清政府在此设立营口直隶厅。甲午戰爭的牛莊之戰在此進行。
民国1913年改设“营口县”。日本侵占期间为“营口市”。
1949年国民政府蒋介石最后一批难民五十余万，及守军二十万初在司令刘玉章率领，彻退至台湾基隆，即著名之营口大撤退。

## 地理
营口市位于辽东半岛中枢，辽河入海口左岸。西临渤海辽东湾，与葫芦岛隔海相望；北与辽宁省鞍山市为邻；东与辽宁省丹东市接壤；南与大连市相连。地理坐标处于东经121°56′至123°02′之间，北纬39°55′至40°56′之间。市域南北最长处111.8公里，东西最宽处50.7公里。市域总面积5402平方公里。

## 政治

### 现任领导
| 机构     | · 中国共产党 · 营口市委员会 | 营口市人民代表大会 常务委员会 | 营口市人民政府    | · 中国人民政治协商会议 · 营口市委员会 |
| 职务     | 书记                        | 主任                          | 市长              | 主席                                  |
| -------- | --------------------------- | ----------------------------- | ----------------- | ------------------------------------- |
| 姓名     | 姚华明                      | 史卫东                        | 李军              | 李红莉（女）                          |
| 民族     | 汉族                        | 汉族                          | 汉族              | 汉族                                  |
| 籍贯     |                             |                               |                   | 辽宁省丹东市                          |
| 出生日期 | 1971年10月（53歲）          | 1969年10月（55歲）            | 1970年5月（55歲） | 1966年9月（58歲）                     |
| 就任日期 | 2024年5月                   | 2024年7月                     | 2024年5月         | 2023年1月                             |

### 行政区划
营口市现辖4个市辖区，代管2个县级市。
- 市辖区：站前区、西市区、鲅鱼圈区、老边区
- 县级市：盖州市、大石桥市

此外，营口市还设立以下经济功能区：
- 营口经济技术开发区（国家级，与鲅鱼圈区实行“一个机构两块牌子”）
- 营口高新技术产业开发区（国家级）
- 营口沿海产业基地（加挂沿海新区牌子，国家级战略）
- 营口港保税物流中心（B型）（国家级）
- 营口（大石桥）有色金属产业园（国家级镁质材料基地）
- 仙人岛能源化工区（加挂仙人岛新区牌子，国家新型工业化综合配套改革试验区）

## 人口
根据2020年第七次全国人口普查，全市常住人口为2,328,582人。同第六次全国人口普查的2,428,534人相比，十年共减少了99,952人，下降4.12%，年平均增长率为-0.42%。其中，男性人口为1,173,434人，占总人口的50.39%；女性人口为1,155,148人，占总人口的49.61%。总人口性别比（以女性为100）为101.58。0－14岁的人口为269,137人，占总人口的11.56%；15－59岁的人口为1,475,067人，占总人口的63.35%；60岁及以上的人口为584,378人，占总人口的25.1%，其中65岁及以上的人口为402,789人，占总人口的17.3%。居住在城镇的人口为1,564,242人，占总人口的67.18%；居住在乡村的人口为764,340人，占总人口的32.82%。

### 民族
全市常住人口中，汉族人口为2,166,258人，占93.03%；各少数民族人口为162,324人，占6.97%。与2010年第六次全国人口普查相比，汉族人口减少108,447人，下降4.77%，占总人口比例下降0.64个百分点；各少数民族人口增加8,495人，增长5.52%，占总人口比例增加0.64个百分点。其中，满族人口增加5,061人，增长4.13%，占总人口比例增加0.43个百分点。
| 民族名称                | 汉族      | 满族    | 回族   | 朝鲜族 | 蒙古族 | 锡伯族 | 苗族  | 侗族 | 布依族 | 土家族 | 其他民族 |
| ----------------------- | --------- | ------- | ------ | ------ | ------ | ------ | ----- | ---- | ------ | ------ | -------- |
| 人口数                  | 2,166,258 | 127,540 | 11,630 | 8,521  | 8,373  | 1,480  | 1,164 | 697  | 553    | 499    | 1,867    |
| 占总人口比例（%）       | 93.03     | 5.48    | 0.50   | 0.37   | 0.36   | 0.06   | 0.05  | 0.03 | 0.02   | 0.02   | 0.08     |
| 占少数民族人口比例（%） | －        | 78.57   | 7.16   | 5.25   | 5.16   | 0.91   | 0.72  | 0.43 | 0.34   | 0.31   | 1.15     |

## 经济
营口的冶金、石化、机械、纺织、建材、医药、电子等工业门类比较发达。耐火材料、三聚氯氰、催化剂、三角钢琴、安全门等产量居全国前列。营口已跨入全国城市投资硬环境40优行列，已有37个国家和地区的企业来营口投资兴业，共创立“三资企业”2000余家。
经济实力快速提升。2013年地区生产总值完成1513亿元，增长10%。
地方财政一般预算收入170亿元，增长40%。
固定资产投资完成1271亿元，增长17.2%。
社会消费品零售总额389亿元，增长14%。
外贸出口43.7亿美元，增长12.6%。
城镇居民人均可支配收入2.66万元，增长10.9%；农民人均纯收入13675元，增长13.2%。
- 享受的政策

1985年国务院特批营口市享有全国首批沿海开放城市的某些特权，成为对外开放城市；
1992年国务院批准成立国家级的营口经济技术开发区，实行国家级开发区的一系列政策；
1999年国务院法制办批准营口为全国十四个首批开展城市管理综合执法的试点城市；
2008年经海关总署、财政部、国家税务总局、国家外汇管理局联合批准设立营口港保税物流中心（B型），2009年3月封关运作；
2009年营口沿海经济带上升为国家战略，营口沿海产业基地、营口北海新区、开发区临港工业区、开发区滨海工业区、仙人岛能源化工区享受五点一线政策；
2010年仙人岛能源化工区成为国家新型工业化综合改革配套试验区并享有新型工业化综改区政策；
2010年文化部批准营口为全国文化体制改革试点城市；
2010年国务院批准营口高新技术科技园晋升为国家高新区，定名为营口高新技术产业开发区，实行国际级高新区一系列政策；
2010年商务部正式确立营口市为全国流通领域现代化物流示范市；
2011年商务部批准营口等9城市为国家标准化菜市场改造试点城市；
2012年财政部、商务部批准，营口成为国家现代服务业综合试点城市；
2012年国家国土资源部批准，营口国土资源调查规划院获批为“国家级野外科学观测研究基地”。
2012年商务部批准营口等35个城市为全国第三批国家再生资源回收体系建设试点城市；
2013年科技部批准营口大石桥市为国家可持续发展实验区。

## 交通

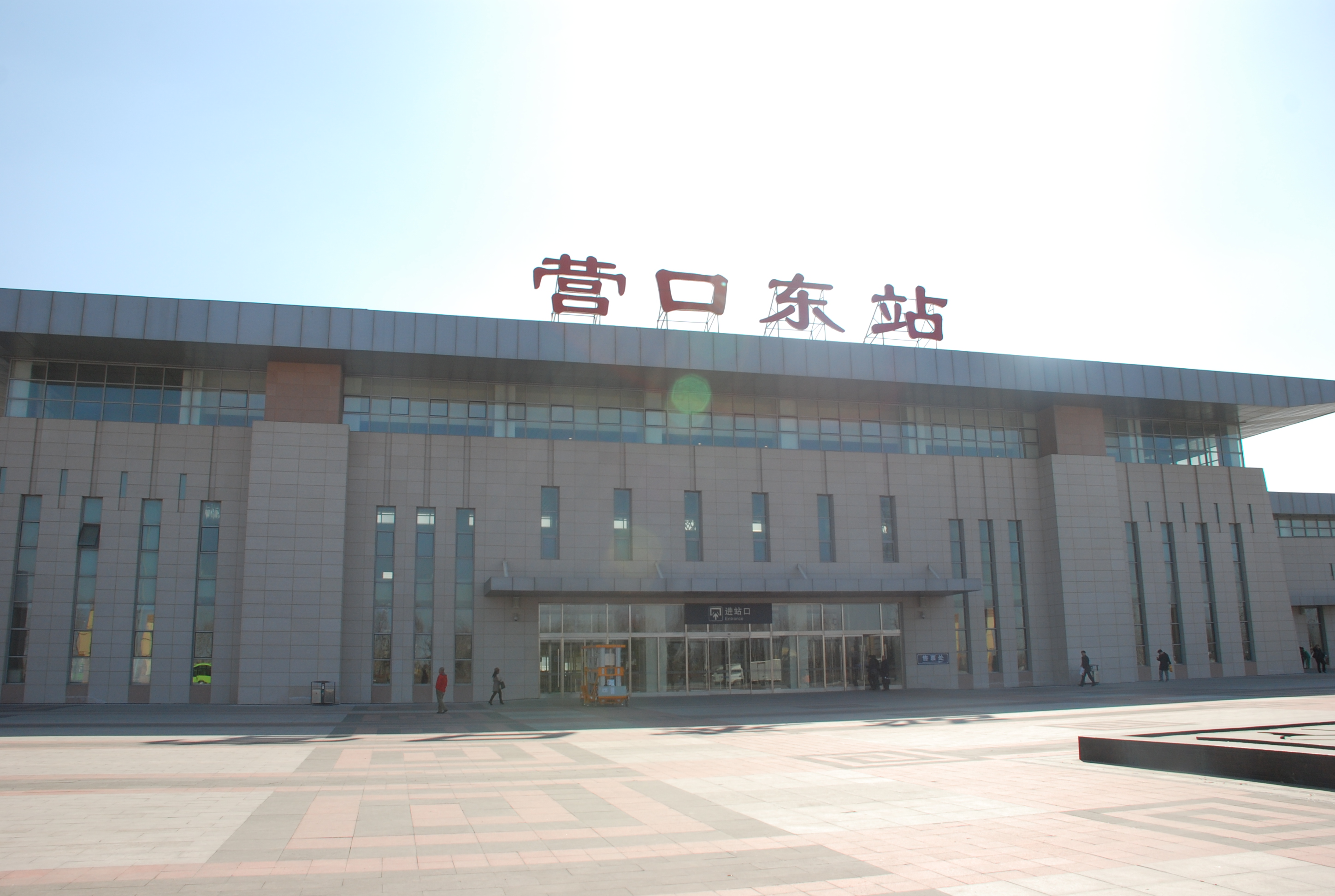
营口东站

营口市地处辽东半岛中枢，集港口、铁路、高速、机场、高铁、管道等多种交通种类，适合发展多式联运，营口港经满洲里口岸出境的国际集装箱班列及密布辽宁地区的集装箱班列使营口港的集铁运输货运量多年稳居全国港口第一名。

### 港口
营口港是全国沿海十大港口，是全国枢纽型综合型港口之一，是辽宁腹地最近的出海通道。拥有鲅鱼圈、营口老港、仙人岛、盘锦、葫芦岛、绥中石河、丹东海洋红等7个港区。2012年完成吞吐量3.1亿吨，列全国沿海港口第8位；集装箱481.5万TEU，列全国沿海港口第十位。

### 铁路
境内有哈大高铁、长大电气化铁路穿过及营口线、沙鲅线连接沈大铁路。主要车站有高铁站：营口东站、鲅鱼圈站、盖州西站和普通铁路车站：营口站、大石桥站、熊岳城站、盖州站和老边站等。

#### 市郊铁路
营口自贸区至鲅鱼圈疏港铁路列入ppp项目，于2020年10月开工，环评显示该项目由项目公司自建自营，由沈阳局调度。该线为客货共线、双线电气化铁路，设计速度为160公里/小时，全线设置体育公园、北海、鲅鱼圈北3座客运站，兰旗1座货运站，预留交通枢纽、北海北、大房身3座车站。工程开行站站停及直达2种方式的客车。站站停列车运行时间约为28分钟，直达列车运行时间约为25分钟。采用4辆编组的动车组，近期开行10对，远期开行14对，计划早晚高峰各开行3对，平峰段开行4对，并根据实际客流情况调整开行方案,预计2020年下半年开工建设，建设周期约为两年。 2020年9月，“营口自贸区至鲅鱼圈疏港铁路PPP项目”举行合同签约仪式。

### 公路
沈海高速穿过与 奈营高速、 庄盖高速相接； 305国道（庄林公路）与 202国道（黑大公路）在营口境内相交，及 228国道、沈营公路等多条公路，交通四通八达。

### 水运
每周一、四营口港有通往韩国仁川港的“紫丁香”号客滚班轮。

### 航空和机场
营口兰旗机场是国家4C等级的支线机场，跑道长度初步为2600米，可满足A319、A320及波音737系列等机型的使用。是营口周边地区的重要客运机场之一，也是辽宁地区重点建设的货物运输机场。于2016年2月3日通航。

## 教育
- 大学

营口理工学院（本科）
营口职业技术学院（专科）
辽宁农业职业技术学院（专科）
- 高中

营口市高级中学
辽宁省实验中学营口分校
营口市第二高级中学
营口市第三高级中学
营口市朝鲜族高级中学
营口熊岳高级中学
营口经济技术开发区第一高级中学
营口经济技术开发区第二高级中学
大石桥市第一高级中学
大石桥第二高级中学
大石桥第三高级中学
盖州市第一高级中学
盖州市第二高级中学
- 中职

营口戏曲（艺术）学校
营口市乐器学校
营口卫生学校
营口市工业学校
营口中等职业技术学校
营口市农业工程学校
营口市体育运动学校
营口市水上运动学校

## 方言
营口市域方言分布较乱，大部分地区属于胶辽官话范畴内。营口市区是胶辽官话与东北官话的分界线。
- 胶辽官话：盖州市、鲅鱼圈区、大石桥市东南部属于胶辽官话盖桓片。

营口市区受天津、河北影响，口音有些独特，以胶辽官话口音为基础音，夹杂天津口音，形成了独特风格的营口话，属于胶辽官话盖桓片中的营口小片。口音区别于辽宁其他地区。
- 东北官话：老边区西部、大石桥市和北部乡镇属于东北官话范围。

著名人物：
- 苑瓊丹： 祖籍營口市，香港著名甘草女演員

## 全国重点文物保护单位
- 玄贞观
- 金牛山遗址
- 石棚山石棚
- 西炮台遗址
- 高丽城山城
- 营口俄国领事馆旧址

## 旅游资源
辽河百年老街、辽河入海口、辽河公园、楞严寺、明湖广场、金牛山旧石器时代早期遗址、西炮台、望儿山、熊岳温泉、建安城遗址、赤山风景区、月亮湖、仙人岛海滨、白沙湾海滨、玄贞观、黄丫口风景区、毛岭风景区、雪帽山、熊岳天沐温泉城、双台子思拉堡温泉小镇、虹溪谷温泉城、何家沟滑雪场。

## 饮食
营口市地处辽河入海处，河海交接，水产品丰富。海鲜是营口人钟爱的美食之一。由于受移民影响，营口成为各地风味的汇集地，从而形成了风味独特的菜系-营口菜。
营口人的口味相比东北其他地区较为清淡，略微偏甜口味。讲究盘表，考究样式，色泽搭配，也区别东北其他城市的量大实惠。营口菜讲究活鲜、生卤、酱焖，区别于辽菜和东北菜系。到营口来品正宗营菜是一种消遣。